# مكلارين سينا
مكلارين سينا هي سيارة رياضية محدودة من إنتاج شركة مكلارين البريطانية، تم الكشف عنها رسمياً في 2018.